# Lepidozetes latipilosus
Lepidozetes latipilosus är en kvalsterart som beskrevs av Hammer 1952. Lepidozetes latipilosus ingår i släktet Lepidozetes och familjen Tegoribatidae. Inga underarter finns listade i Catalogue of Life.